# Europameisterschaften im Gewichtheben 2006
Die Europameisterschaften im Gewichtheben 2006 fanden vom 29. April 2006 bis zum 7. Mai 2006 in Władysławowo, Polen statt.

## Männer

### Klasse bis 56 kg
| Disziplin | Disziplin | Gold               | Gold   | Silber          | Silber | Bronze          | Bronze |
| --------- | --------- | ------------------ | ------ | --------------- | ------ | --------------- | ------ |
| -56 kg    | Zweikampf | Vitali Dzerbianiou | 268 kg | Igor Grabucea   | 249 kg | László Tancsics | 246 kg |
| -56 kg    | Reißen    | Vitali Dzerbianiou | 123 kg | László Tancsics | 112 kg | Marcin Makarski | 111 kg |
| -56 kg    | Stoßen    | Vitali Dzerbianiou | 149 kg | Igor Grabucea   | 139 kg | Arsen Tamrazyan | 139 kg |

### Klasse bis 62 kg
| Disziplin | Disziplin | Gold                 | Gold   | Silber               | Silber | Bronze               | Bronze |
| --------- | --------- | -------------------- | ------ | -------------------- | ------ | -------------------- | ------ |
| -62 kg    | Zweikampf | Adrian Ioan Jigău    | 286 kg | Henadsij Machwejenja | 285 kg | Samson N’Dicka-Matam | 271 kg |
| -62 kg    | Reißen    | Henadsij Machwejenja | 129 kg | Adrian Ioan Jigău    | 128 kg | Samson N’Dicka-Matam | 127 kg |
| -62 kg    | Stoßen    | Adrian Ioan Jigău    | 158 kg | Henadsij Machwejenja | 156 kg | Sewdalin Mintschew   | 150 kg |

### Klasse bis 69 kg
| Disziplin | Disziplin | Gold          | Gold   | Silber             | Silber | Bronze          | Bronze |
| --------- | --------- | ------------- | ------ | ------------------ | ------ | --------------- | ------ |
| -69 kg    | Zweikampf | Demir Demirew | 346 kg | Vencelas Dabaya    | 333 kg | Armen Ghasarjan | 315 kg |
| -69 kg    | Reißen    | Demir Demirew | 148 kg | Tigran Martirosjan | 146 kg | Vencelas Dabaya | 145 kg |
| -69 kg    | Stoßen    | Demir Demirew | 181 kg | Vencelas Dabaya    | 180 kg | Armen Ghasarjan | 180 kg |

### Klasse bis 77 kg
| Disziplin | Disziplin | Gold              | Gold   | Silber            | Silber | Bronze             | Bronze |
| --------- | --------- | ----------------- | ------ | ----------------- | ------ | ------------------ | ------ |
| -77 kg    | Zweikampf | Geworg Dawtjan    | 360 kg | Vladislav Lukanin | 352 kg | Georgi Markow      | 351 kg |
| -77 kg    | Reißen    | Geworg Dawtjan    | 165 kg | Georgi Markow     | 164 kg | Krzysztof Szramiak | 155 kg |
| -77 kg    | Stoßen    | Vladislav Lukanin | 200 kg | Geworg Dawtjan    | 195 kg | Georgi Markow      | 192 kg |

### Klasse bis 85 kg
| Disziplin | Disziplin | Gold           | Gold   | Silber          | Silber | Bronze          | Bronze |
| --------- | --------- | -------------- | ------ | --------------- | ------ | --------------- | ------ |
| -85 kg    | Zweikampf | Andrej Rybakou | 393 kg | Juri Myschkowez | 372 kg | Saur Tachuschew | 370 kg |
| -85 kg    | Reißen    | Andrej Rybakou | 186 kg | Juri Myschkowez | 170 kg | Saur Tachuschew | 170 kg |
| -85 kg    | Stoßen    | Andrej Rybakou | 206 kg | Juri Myschkowez | 202 kg | Saur Tachuschew | 200 kg |

### Klasse bis 94 kg
| Disziplin | Disziplin | Gold            | Gold   | Silber           | Silber | Bronze             | Bronze |
| --------- | --------- | --------------- | ------ | ---------------- | ------ | ------------------ | ------ |
| -94 kg    | Zweikampf | Szymon Kolecki  | 394 kg | Andrei Demanow   | 393 kg | Nikolaos Kourtidis | 387 kg |
| -94 kg    | Reißen    | Bartłomiej Bonk | 179 kg | Mikalai Patotski | 177 kg | Andrei Demanow     | 176 kg |
| -94 kg    | Stoßen    | Arsen Kasabijew | 220 kg | Szymon Kolecki   | 219 kg | Andrei Demanow     | 217 kg |

### Klasse bis 105 kg
| Disziplin | Disziplin | Gold             | Gold   | Silber              | Silber | Bronze              | Bronze |
| --------- | --------- | ---------------- | ------ | ------------------- | ------ | ------------------- | ------ |
| -105 kg   | Zweikampf | Marcin Dolega    | 424 kg | Michail Audsejeu    | 412 kg | Ramūnas Vyšniauskas | 410 kg |
| -105 kg   | Reißen    | Marcin Dolega    | 199 kg | Michail Audsejeu    | 186 kg | Ramūnas Vyšniauskas | 185 kg |
| -105 kg   | Stoßen    | Michail Audsejeu | 226 kg | Ramūnas Vyšniauskas | 225 kg | Marcin Dolega       | 225 kg |

### Klasse über 105 kg
| Disziplin | Disziplin | Gold               | Gold   | Silber                | Silber | Bronze                | Bronze |
| --------- | --------- | ------------------ | ------ | --------------------- | ------ | --------------------- | ------ |
| 105+ kg   | Zweikampf | Viktors Ščerbatihs | 445 kg | Welitschko Tscholakow | 434 kg | Pavel Najdek          | 432 kg |
| 105+ kg   | Reißen    | Viktors Ščerbatihs | 200 kg | Artem Udachin         | 198 kg | Welitschko Tscholakow | 198 kg |
| 105+ kg   | Stoßen    | Viktors Ščerbatihs | 245 kg | Pavel Najdek          | 243 kg | Welitschko Tscholakow | 236 kg |

## Frauen

### Klasse bis 48 kg
| Disziplin | Disziplin | Gold           | Gold   | Silber            | Silber | Bronze         | Bronze |
| --------- | --------- | -------------- | ------ | ----------------- | ------ | -------------- | ------ |
| -48 kg    | Zweikampf | Estefania Juan | 185 kg | Swetlana Uljanowa | 183 kg | Genny Pagliaro | 179 kg |
| -48 kg    | Reißen    | Estefania Juan | 83 kg  | Swetlana Uljanowa | 83 kg  | Genny Pagliaro | 81 kg  |
| -48 kg    | Stoßen    | Estefania Juan | 102 kg | Swetlana Uljanowa | 100 kg | Genny Pagliaro | 98 kg  |

### Klasse bis 53 kg
| Disziplin | Disziplin | Gold              | Gold   | Silber            | Silber | Bronze            | Bronze |
| --------- | --------- | ----------------- | ------ | ----------------- | ------ | ----------------- | ------ |
| -53 kg    | Zweikampf | Mărioara Munteanu | 191 kg | Natalija Trozenko | 190 kg | Virginie Lachaume | 178 kg |
| -53 kg    | Reißen    | Natalija Trozenko | 87 kg  | Mărioara Munteanu | 82 kg  | Virginie Lachaume | 78 kg  |
| -53 kg    | Stoßen    | Mărioara Munteanu | 109 kg | Natalija Trozenko | 103 kg | Virginie Lachaume | 100 kg |

### Klasse bis 58 kg
| Disziplin | Disziplin | Gold             | Gold   | Silber       | Silber | Bronze                | Bronze |
| --------- | --------- | ---------------- | ------ | ------------ | ------ | --------------------- | ------ |
| -58 kg    | Zweikampf | Marina Schainowa | 237 kg | Fetije Kasaj | 227 kg | Aleksandra Klejnowska | 218 kg |
| -58 kg    | Reißen    | Marina Schainowa | 102 kg | Fetije Kasaj | 97 kg  | Meline Dalusjan       | 94 kg  |
| -58 kg    | Stoßen    | Marina Schainowa | 135 kg | Fetije Kasaj | 130 kg | Aleksandra Klejnowska | 124 kg |

### Klasse bis 63 kg
| Disziplin | Disziplin | Gold               | Gold   | Silber             | Silber | Bronze            | Bronze |
| --------- | --------- | ------------------ | ------ | ------------------ | ------ | ----------------- | ------ |
| -63 kg    | Zweikampf | Swetlana Schimkowa | 250 kg | Hanna Bazjuschka   | 234 kg | Vanda Maslovskaja | 221 kg |
| -63 kg    | Reißen    | Hanna Bazjuschka   | 110 kg | Swetlana Schimkowa | 101 kg | Michaela Breeze   | 98 kg  |
| -63 kg    | Stoßen    | Swetlana Schimkowa | 141 kg | Vanda Maslovskaja  | 124 kg | Hanna Bazjuschka  | 124 kg |

### Klasse bis 69 kg
| Disziplin | Disziplin | Gold              | Gold   | Silber           | Silber | Bronze             | Bronze |
| --------- | --------- | ----------------- | ------ | ---------------- | ------ | ------------------ | ------ |
| -69 kg    | Zweikampf | Tatjana Matwejewa | 257 kg | Natalya Davydova | 239 kg | Dominika Misterska | 221 kg |
| -69 kg    | Reißen    | Tatjana Matwejewa | 112 kg | Natalya Davydova | 109 kg | Dominika Misterska | 99 kg  |
| -69 kg    | Stoßen    | Tatjana Matwejewa | 145 kg | Natalya Davydova | 130 kg | Dominika Misterska | 122 kg |

### Klasse bis 75 kg
| Disziplin | Disziplin | Gold                | Gold   | Silber                | Silber | Bronze          | Bronze |
| --------- | --------- | ------------------- | ------ | --------------------- | ------ | --------------- | ------ |
| -75 kg    | Zweikampf | Natalja Sabolotnaja | 278 kg | Hripsime Churschudjan | 261 kg | Nadija Myronjuk | 242 kg |
| -75 kg    | Reißen    | Natalja Sabolotnaja | 127 kg | Hripsime Churschudjan | 115 kg | Nadija Myronjuk | 108 kg |
| -75 kg    | Stoßen    | Natalja Sabolotnaja | 151 kg | Hripsime Churschudjan | 146 kg | Nadija Myronjuk | 135 kg |

### Klasse über 75 kg
| Disziplin | Disziplin | Gold         | Gold   | Silber           | Silber | Bronze              | Bronze |
| --------- | --------- | ------------ | ------ | ---------------- | ------ | ------------------- | ------ |
| 75+ kg    | Zweikampf | Olha Korobka | 290 kg | Natalia Gagarina | 271 kg | Jordanka Apostolowa | 245 kg |
| 75+ kg    | Reißen    | Olha Korobka | 126 kg | Natalia Gagarina | 120 kg | Jordanka Apostolowa | 113 kg |
| 75+ kg    | Stoßen    | Olha Korobka | 164 kg | Natalia Gagarina | 151 kg | Kathleen Schöppe    | 133 kg |

## Medaillenspiegel

### Männer
| Platz | Land         | Gold | Silber | Bronze |
| 1     | Belarus      | 8    | 5      | 0      |
| 2     | Polen        | 4    | 2      | 4      |
| 3     | Bulgarien    | 3    | 2      | 5      |
| 4     | Lettland     | 3    | 0      | 0      |
| 5     | Armenien     | 2    | 2      | 3      |
| 6     | Rumänien     | 2    | 1      | 0      |
| 7     | Russland     | 1    | 5      | 5      |
| 8     | Georgien     | 1    | 0      | 0      |
| 9     | Frankreich   | 0    | 2      | 3      |
| 10    | Moldau       | 0    | 2      | 0      |
| 11    | Litauen      | 0    | 1      | 2      |
| 12    | Ungarn       | 0    | 1      | 1      |
| 13    | Ukraine      | 0    | 1      | 0      |
| 13    | Griechenland | 0    | 0      | 1      |

### Frauen
| Platz | Land                   | Gold | Silber | Bronze |
| 1     | Russland               | 11   | 7      | 0      |
| 2     | Ukraine                | 4    | 6      | 3      |
| 3     | Spanien                | 3    | 0      | 0      |
| 4     | Rumänien               | 2    | 1      | 0      |
| 5     | Belarus                | 1    | 1      | 2      |
| 6     | Armenien               | 0    | 3      | 1      |
| 7     | Albanien               | 0    | 3      | 0      |
| 8     | Polen                  | 0    | 0      | 5      |
| 9     | Italien                | 0    | 0      | 3      |
| 9     | Frankreich             | 0    | 0      | 3      |
| 11    | Bulgarien              | 0    | 0      | 2      |
| 12    | Vereinigtes Königreich | 0    | 0      | 1      |
| 12    | Deutschland            | 0    | 0      | 1      |

## Doping
Der Russe Dmitri Voronine (62 kg), der Rumäne Florin Veliciu (62 kg), der Weißrusse Henadsij Aljaschtschuk (1. Platz 69 kg), der Rumäne Ninel Miculescu (2. Platz 69 kg), die Aserbaidschaner Natig Hasanov (85 kg) und Nizami Paşayev (1. Platz 94 kg), der Russe Wladimir Smortschkow (2. Platz 105 kg), der Moldawier Alexandru Bratan (3. Platz 105 kg), der Armenier Aschot Danieljan (2. Platz +105 kg) und der Ukrainer Oleksij Kolokolzew (5. Platz +105 kg) sowie die Russin Walentina Popowa (2. Platz 75 kg) und die Litauerin Dovile Blaziunaite (+75 kg) wurden wegen Dopings disqualifiziert.